# Tyler Durden
Tyler Durden è un personaggio del romanzo Fight Club, scritto da Chuck Palahniuk nel 1996.
Nella versione cinematografica il personaggio è interpretato da Brad Pitt, che, nella edizione italiana del film, è doppiato da Sandro Acerbo.

## Biografia del personaggio
Tyler è un eccentrico produttore e venditore di sapone, oltre che una persona molto critica sull'alienazione dell'uomo moderno e sul consumismo. Durden vive in una casa abbandonata e decrepita. Oltre a produrre e vendere sapone fa altri lavori: come il proiezionista notturno di film, per il gusto di montare inquadrature pornografiche in film per famiglie, ed anche il cameriere, solo per il gusto di insaporire con i suoi rifiuti corporei il cibo dei ricconi. Conosce "il narratore" (il cui vero nome non viene mai rivelato), un consulente del ramo assicurativo di un'importante casa automobilistica, che ora è più che mai disperato perché la sua casa con tutti i suoi vestiti ed oggetti è andata in fiamme. Tyler gli parla della sua filosofia di vita, spiegandogli come le persone non siano altro che dei consumatori che credono di essere rappresentati dai propri vestiti di marca e dai propri conti in banca. Durden ospita a casa sua il narratore e insieme creano il Fight Club, una specie di circolo segreto i cui appartenenti prendono parte a combattimenti sanguinosi e violenti per sfogarsi, come forma risolutiva di psicoterapia. Pian piano si radunano nuovi adepti ed il Fight Club diventa un gruppo clandestino di uomini insoddisfatti pronti a combattere fino alla morte pur di sconfiggere ciò che considerano il loro nemico più grande: l'attuale disumana società. Tale desiderio li spinge in un progetto eco-terrorista chiamato Mayhem. Alla fine si scopre che Tyler Durden è in realtà proprio il narratore affetto da una doppia personalità, che ritrova in Tyler ciò che lui stesso vorrebbe essere. La storia si conclude con uno scontro tra i due e il narratore che si spara per stroncare la vita di entrambi, ma la ferita per lui non è mortale. Nella versione cinematografica egli assiste così al crollo dei dodici istituti di credito in cui erano state piazzate le bombe del Progetto Mayhem, mentre nel romanzo un difetto di fabbricazione degli esplosivi impedisce la conclusione del piano.

## Accoglienza
Nel 2008 Tyler è stato nominato dalla rivista Empire il più grande personaggio cinematografico di tutti i tempi. Quando la lista è stata aggiornata nel 2015, è stato posizionato all'ottavo posto.